# المجلس الصيني لتعزيز التجارة الدولية
المجلس الصيني لتعزيز التجارة الدولية (CCPIT) هي هيئة تجارية تأسست في عام 1952.

## نبذة
طور المجلس الصيني لتعزيز التجارة الدولية (CCPIT) التعاون التجاري مع الدول الأجنبية، ولطالما ارتبطت باستراتيجية الجبهة المتحدة لجمهورية الصين الشعبية.

## المهام
هي مكلفة بتنظيم المعارض التجارية والفعاليات في الترويج لمبادرة الحزام والطريق. استجابة لوباء كوفيد 19، تم تكليف المجلس الصيني لتعزيز التجارة الدولية (CCPIT) بإصدار شهادات القوة القاهرة للشركات الصينية الغير قادرة على الوفاء بالتزاماتها التجارية التعاقدية.